# Vinsta
Vinsta est un quartier du district d'Hässelby-Vällingby à Stockholm en Suède.

## Description
Vinsta est un quartier de Västerort d' une superficie de 1,67 km².
Le quartier a été créé en 1953 dans la zone achetée par la ville de Stockholm en 1949 à Spånga et porte le nom du village de Vinsta.
La partie nord de Vinsta est une zone de maisons mitoyennes et de villas. 
La partie sud-est se compose du Vinsta företagtpark, l’ancienne zone industrielle de Johannelund, et de la partie sud-ouest de la colline Johannelundstoppen.
Vinsta possède plusieurs épiceries, dont Coop Konsum (anciennement Björnbodahallen), Coop Forum et Willys. Jusqu'au printemps 2012, Bilprovningen avait son siège à Vinsta.
Björnbodaskolan est une école primaire pour les plus jeunes et Vinsta Grundskola Västra. 
Il existe également lycée sportif, une école d'enseignement du suédois pour les immigrants (sv) et des écoles maternelles dans le quartier.

## Transports
Les zones résidentielles de Vinsta sont desservies par la ligne de bus 116 de Storstockholms Lokaltrafik, de Vällingby à Spånga, et par la ligne de bus 119 entre Backlura et Spånga. 
Le parc d'activités de Vinsta se trouve à côté de la station de métro Johannelund. 
À la hauteur de Lövstavägen/Bergslagsvägen et Skattegårdsvägen/Bergslagsvägen, Vinsta sera relié au Förbifart Stockholm (sv).

## Galerie

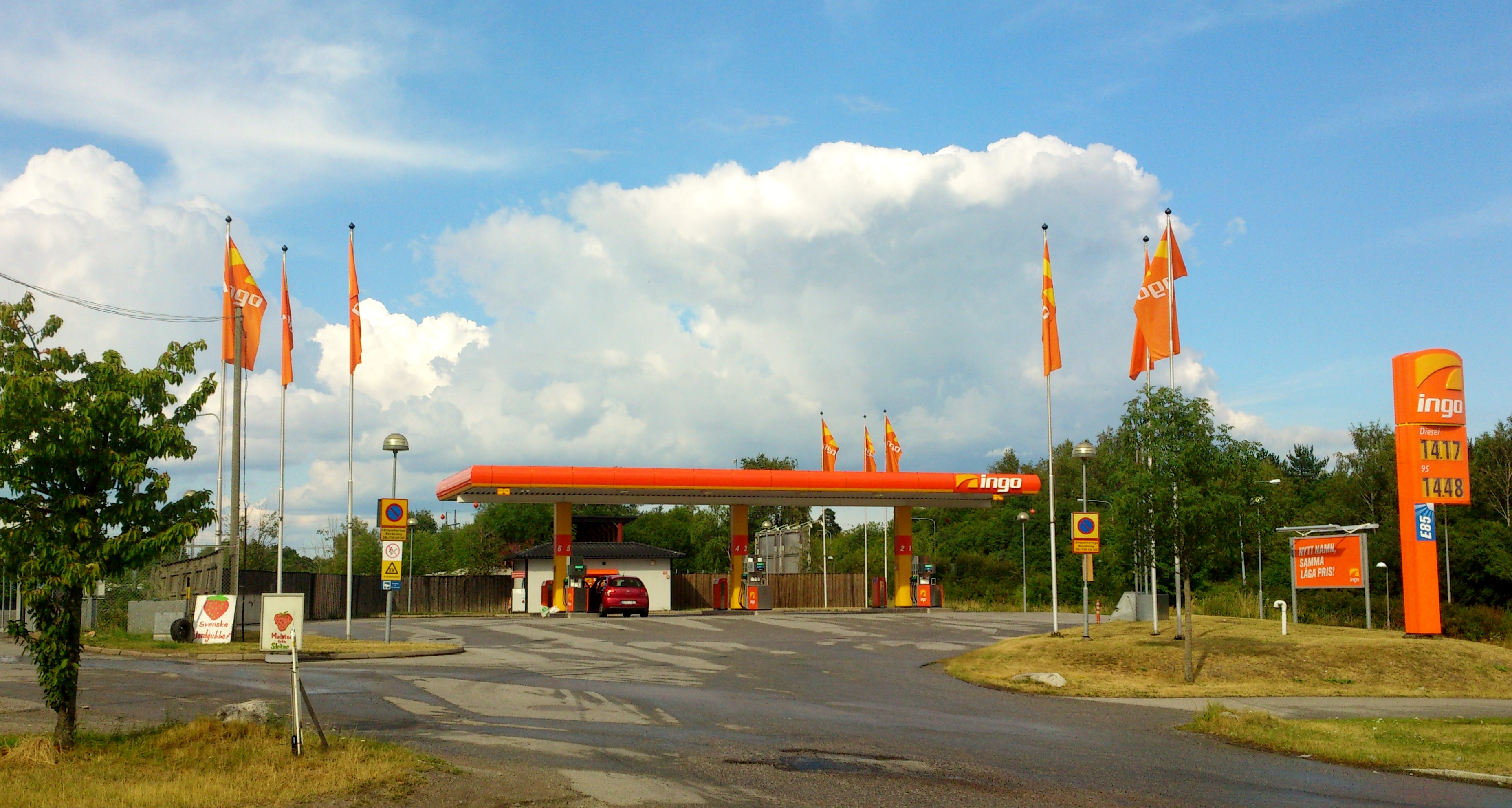
Station service dans le sud-est de Vinsta.
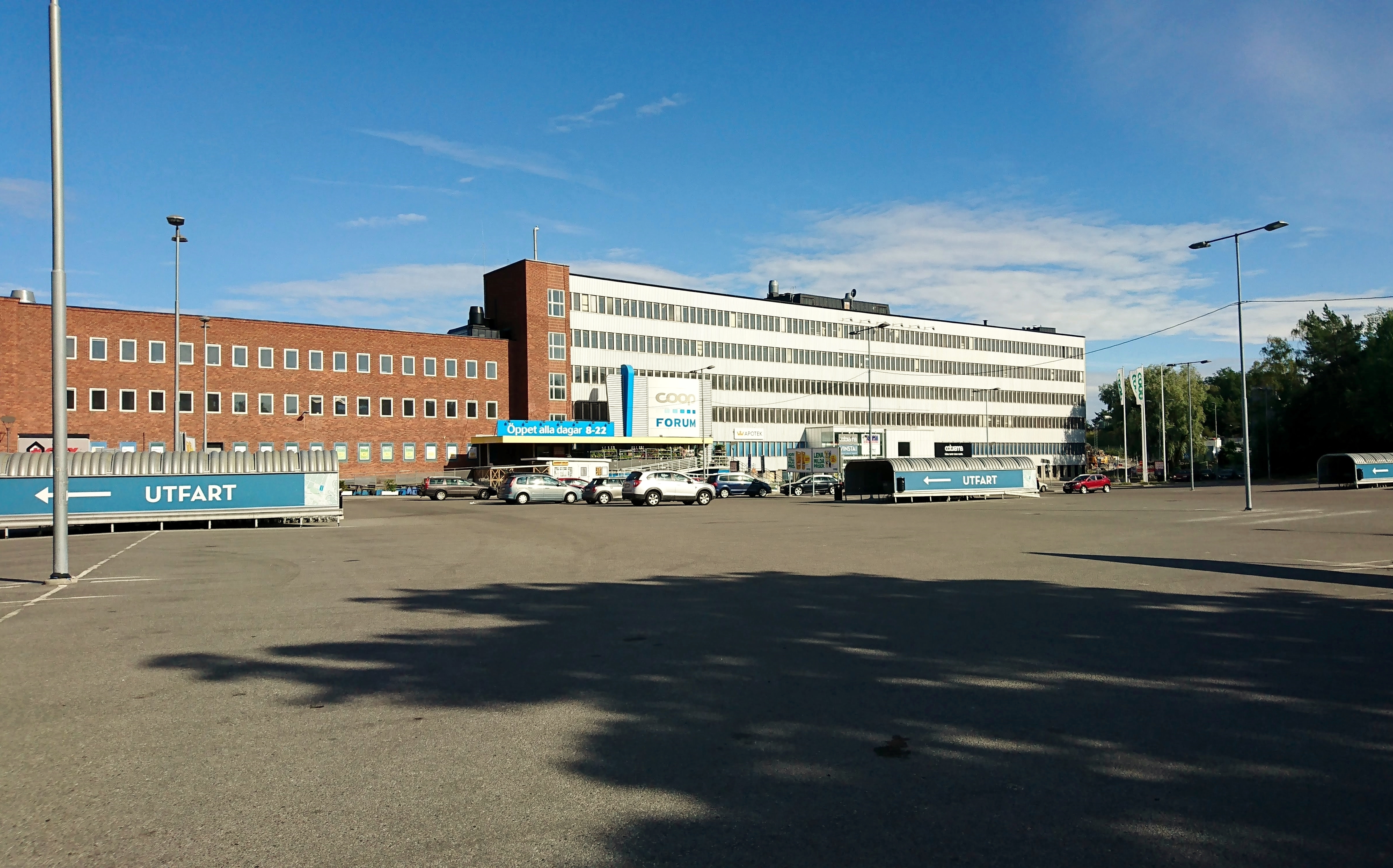
Coop forum à Vinsta.
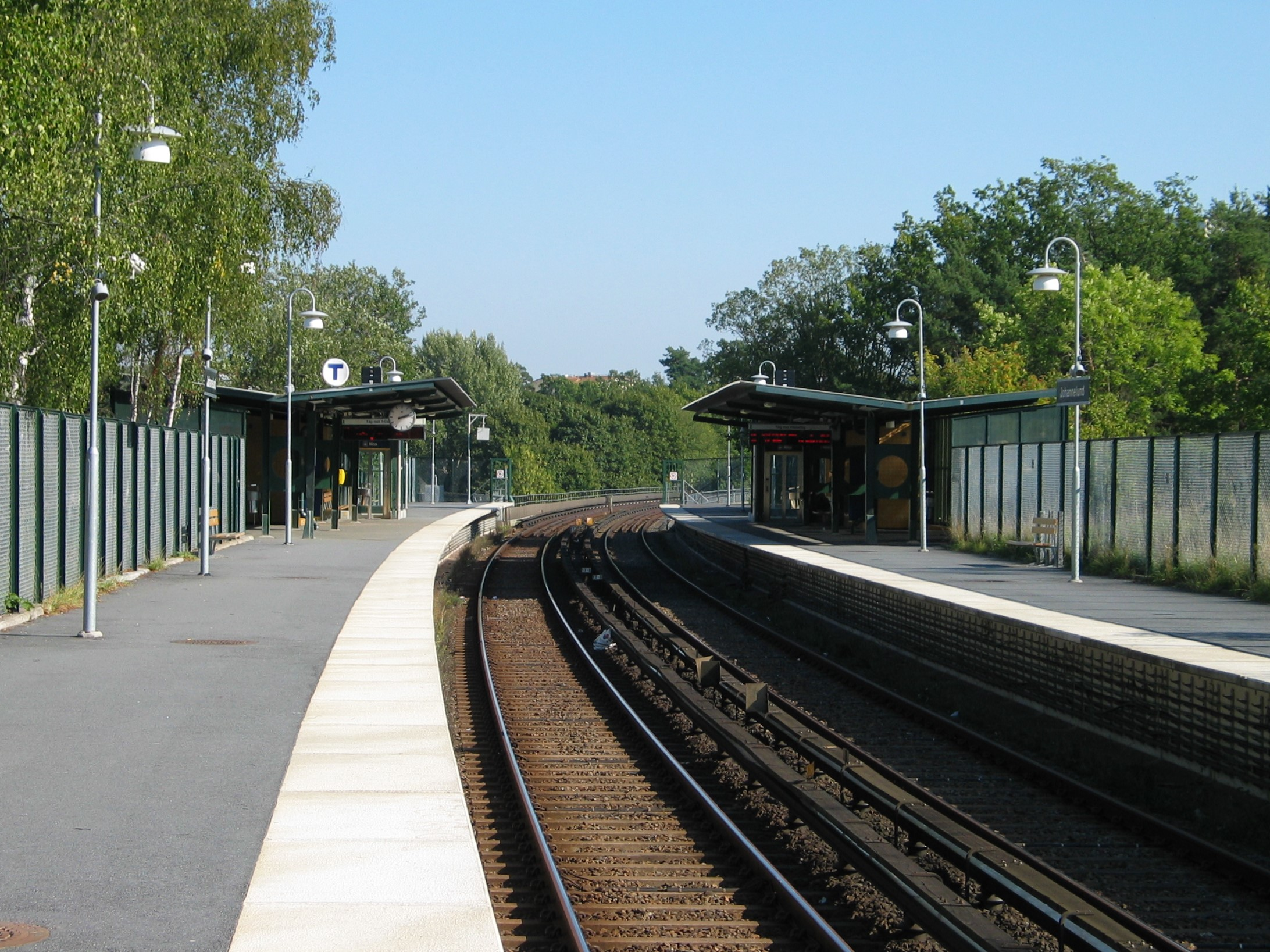
Station de Johannelund.
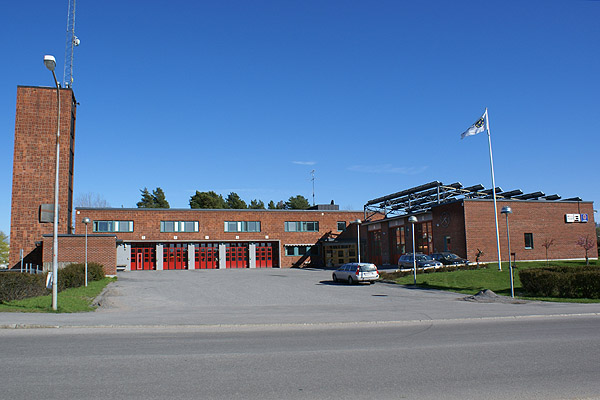
Caserne  de pompiers Vällingby.